# Orlando Santiago
Orlando Santiago Cordero (Bayamón, 1º novembre 1975) è un ex cestista portoricano.
È il fratello di Eddin Santiago.